# 1885 a jogalkotásban
1885-ben az alábbi jogszabályokat alkották meg:

## Magyarország

### Törvények
- 1885. évi I. törvénycikk Az 1885. évben kiállitandó ujoncz- és póttartaléki jutalékok megajánlása tárgyában
- 1885. évi II. törvénycikk Az 1885. évi állami költségvetésről
- 1885. évi III. törvénycikk Az 1875:XXXVI. törvénycikk módositásáról és a kir. járásbiróságok számának szaporitásáról
- 1885. évi IV. törvénycikk A földmivelés-, ipar- és kereskedelemügyi m. kir. ministerium részére Budapesten emelendő államépületről
- 1885. évi V. törvénycikk Az 1885. évi budapesti általános kiállitás czéljaira adandó állami előlegről
- 1885. évi VI. törvénycikk A gyámsági és gondnoksági ügyek rendezéséről szóló 1877. évi XX. tc. némely intézkedéseinek módositásáról és pótlásáról
- 1885. évi VII. törvénycikk A főrendiház szervezetének módositásáról
- 1885. évi VIII. törvénycikk A Duna folyam dévény-dunaradványi szakaszának szabályozásáról
- 1885. évi IX. törvénycikk A m. kir. postatakarékpénztárról
- 1885. évi X. törvénycikk A szabadalmazott osztrák-magyar államvasuttársaság vágvölgyi vonalainak Szered és Galgócz-Lipótvár állomásai között épitendő összekötő vonaláról és az 1882:XLV., valamint az 1884:X. törvénycikkekkel beczikkelyezett engedélyokmányok némely határozatainak módositásáról
- 1885. évi XI. törvénycikk Az állami tisztviselők, altisztek és szolgák nyugdijazásáról
- 1885. évi XII. törvénycikk A réz-váltópénz szaporitásáról
- 1885. évi XIII. törvénycikk A Dobojtól Dolna-Tuzlán át Siminhanig terjedő vasut kiépitéséről
- 1885. évi XIV. törvénycikk Az 1875:XXVII. tc. 12. §-ának módositásáról
- 1885. évi XV. törvénycikk A Rába és mellékfolyóinak szabályozásáról, valamint Győr város és Győrsziget község árvédelmi biztositásáról
- 1885. évi XVI. törvénycikk A honvédorvosi tisztikar ujjászervezéséről
- 1885. évi XVII. törvénycikk A Ludovika-Akadémia épületének kiépitésére megkivántató költségek fedezéséről
- 1885. évi XVIII. törvénycikk A bihari és békési helyi érdekü vasutaknak engedélyezésére és segélyezésére vonatkozó felhatalmazás tárgyában
- 1885. évi XIX. törvénycikk A "mátrai" helyi érdekü vasut kiépitésére és engedélyezésére vonatkozó felhatalmazás tárgyában
- 1885. évi XX. törvénycikk A magyar kir. államvasutak s ezek gépgyára, valamint a diósgyőri vas- és aczélgyár és a kincstári vasmüvek forgó tőkéjének beszerzéséről
- 1885. évi XXI. törvénycikk A budapesti lánczhid megváltásáról szóló 1870:XXX. törvénycikk módositásáról
- 1885. évi XXII. törvénycikk A földadó-kataszter nyilvántartásáról
- 1885. évi XXIII. törvénycikk  A vizjogról
- 1885. évi XXIV. törvénycikk A polgárositott magyar határőrvidéken fennálló házközösségi intézménynek megszüntetéséről
- 1885. évi XXV. törvénycikk A selyemtenyésztés védelméről
- 1885. évi XXVI. törvénycikk Az 1884. évi április 9-én Francziaországgal kötött hajózási egyezmény beczikkelyezéséről
- 1885. évi XXVII. törvénycikk A "Temes-Béga-völgyi" vizszabályozási társulat pénzügyi viszonyainak rendezéséről
- 1885. évi XXVIII. törvénycikk Az 1886. év első negyedében viselendő közterhekről és fedezendő állami kiadásokról